# وحياة قلبي وأفراحه (فلم)
وحياة قلبي وأفراحه هو فيلمٌ مصري ٌ أُنتج عام 2000، وأخرجته المخرجة نادية حمزة، وهو آخر فيلم تخرجه.
اسم الفيلم مأخوذ من أغنية لعبد الحليم حافظ بنفس الاسم غناها في فيلم الخطايا عام 1962.

## قصة الفيلم
تعاني المهندسة حنان (إلهام شاهين) في دعوى الطلاق التي رفعتها ضد زوجها أشرف (مصطفى حشيش)، والذي يُطالب بإرجاع المهر له كشرط الطلاق، والذي منحته حنان في وقت سابق لأمها (ناهد جبر)، إلا أن الأم رفضت أن تُرجع المبلغ لحنان عندما طالبت به، ويؤيدها في ذلك ابنها محمود (خالد الصاوي) الضابط الصارم. تنتهي القضية بشكل مفاجئ عندما يموت أشرف في حادث سيارة.
تُكلف حنان ببناء مبنىً جديدٍ للمعاقين ذهنياً، وتتعرف على عدد منهم مثل سامح (فادي غالي)، وأحمد (أمير شاهين). يُعجب أحمد بحنان منذ البداية، ويقوم برسمها لأنه تذكره بأمه.
لا تشعر حنان الارتياح لحالة النزلاء، خصوصاً أحمد، رغم المعاملة الطيبة التي يتلقونها من المشرفة هدى (ماجدة زكي)، وتشعر حنان بالريبة تجاه سامي (سامي العدل)، حيث تعتقد أنه يعامل النزلاء بقسوة، خصوصاً أحمد. ولذلك تُحاول إخراج أحمد من الميتم، كما تُحاول كشف الانتهاكات فيه بمساعدة المشرفة هدى، وبمساعدة أخيها الضابط محمود.

## أبطال الفيلم
| - إلهام شاهين في دور حنان. - خالد الصاوي في دور محمود، أخوها. - ناهد جبر في دور أم حنان ومحمود. - مصطفى حشيش في دور أشرف، زوج حنان. - سامي العدل في دور سامي. - ماجدة زكي في دور هدى. | - ماجدة الخطيب في دور مديرة المركز. - أمير شاهين في دور أحمد. - فادي غالي في دور سامح. - شريف خير الله في دور الضابط يوسف. - لمياء الأمير في دور وفاء، صديقة حنان. |